# Leo Abse
Leo Abse, né le 22 avril 1917 et mort le 19 août 2008, est une personnalité politique galloise, qui a proposé une loi décriminalisant l'homosexualité masculine. Il est soutenu par celle qui devient par la suite Premier ministre, Margaret Thatcher.

## Engagement politique
Pendant la Seconde Guerre mondiale, Abse a servi dans la Royal Air Force. Il se trouvait au Caire en 1944 lorsque certains militaires britanniques stationnés dans cette ville ont créé un "Parlement des forces" au sein duquel ils ont débattu de la structure de la société qu'ils souhaitaient voir dans le monde de l'après-guerre. Les opinions idéalistes de gauche d'Abse étaient tout à fait en phase avec l'opinion majoritaire des soldats de rang inférieur lors de ces réunions, mais l'existence du "Parlement" dérangeait les officiers supérieurs. Lorsque Abse présente une motion en faveur de la nationalisation de la Banque d'Angleterre, il est arrêté et le Parlement des forces est dissous par la force.[réf. nécessaire]